# Deutsche Bodenbank (Österreich)
Die Deutsche Bodenbank war eine österreichische Bank, die nach dem Ersten Weltkrieg 1918 gegründet und schon 1924 wieder liquidiert wurde.

## Geschichte
Im Jahr 1918 betrug das Gründungskapital der Bank 5 Millionen Kronen und hatte sich bis 1924 auf 600 Millionen Kronen vervielfacht. Nach raschen Kapitalerhöhungen konnte die Bank schon 1922 eine Dividende von 50 % auszahlen.
Das Bankinstitut besaß in Wien mehrere Wechselstuben sowie Zweigstellen in Linz, Graz, Hartberg, Knittelfeld, Mürzzuschlag, Voitsberg und Wels.
1923 erwarb das Bankhaus von der Österreichischen Zentral-Bodenkreditbank für einen Betrag von 5 Milliarden Kronen das Palais in der Wiener Hohenstaufengasse 12.
Die Deutsche Bodenbank beteiligte sich in kurzer Folge an der Gründung mehrerer industrieller Großunternehmen und insbesondere Aktiengesellschaften wie beispielsweise der Welser Holzindustrie AG, der Texta Textil AG, der Literaria literarische Druck- und Verlags-AG, der Dimag Drahtindustrie- und Metallwarenfabriks AG, der Pharmazeutika AG sowie der Omag Oesterreichische Mineralwasser AG.
An der Spitze des Bankinstitutes stand der zeitweilige Abgeordnete Gustav Groß. Zudem hatte das Unternehmen mehrere leitende Direktoren. Insbesondere der geschäftsführende Verwaltungsrat Hans Hedenigg tat sich durch „ganz wahnsinnige“ Währungs- und insbesondere Franc-Spekulationen hervor, die offenbar eine Überschuldung und schließlich den Ruin des Geldhauses zur Folge hatten.
Nach der Bilanz für 1922 hatte die Bank rund 4,5 Milliarden Kronen Einlagen gegen Bücher, jedoch Einlagen in laufender Rechnung in Höhe von rund 11,5 Milliarden Kronen.
Vom österreichischen Bankenverband hatte die Deutsche Bodenbank zuletzt einen kurzfristigen Kredit von 8 Milliarden Kronen als Stützungsaktion erhalten, die den Zusammenbruch des überschuldeten Geldhauses jedoch nicht mehr verhindern konnte.
Die Illustrierte Kronen-Zeitung kritisierte in einem Artikel vom 14. Mai 1924 unter der Überschrift Zahlungseinstellung der Deutschen Bodenbank A.-G. „unverantwortliche Spekuklationen in Valuten“ und forderte, das hochbezahlte Führungspersonal auch finanziell zur Verantwortung zu ziehen:

„Es geht nicht an, daß die Direktoren solcher Banken gewinnbringende Geschäfte für sich machen und die mißglückten Spekulationen durch die kleinen Einleger oder Aktionäre bezahlen lassen.“